# Emma Watson
Emma Charlotte Duerre Watson (Parigi, 15 aprile 1990) è un'attrice e attivista britannica.

Firma di Emma Watson

È nota per aver interpretato Hermione Granger nella saga cinematografica Harry Potter (2001-2011), Sam in Noi siamo infinito (2012), Belle nel remake Disney La bella e la bestia (2017) e Meg March in Piccole donne (2019).
Nel 2015 la rivista Time l'ha inserita tra le 100 persone più influenti del pianeta.

## Biografia

### Infanzia e formazione
È nata a Parigi il 15 aprile 1990, dagli avvocati britannici Chris Watson e Jacqueline Luesby. Ha vissuto a Maisons-Laffitte, vicino a Parigi, fino all'età di cinque anni. Da bambina era iperattiva e all'età di cinque anni le è stato diagnosticato l'ADHD, per cui assume Ritalin da allora. I suoi genitori divorziarono quando aveva 5 anni e si trasferì in Inghilterra per vivere con la madre nell'Oxfordshire, mentre trascorreva i fine settimana a casa del padre a Londra. Ha dichiarato che parla un po' di francese, anche se "non bene" come una volta.
Dopo essersi trasferita a Oxford con la madre e il fratello, ha frequentato la Dragon School, rimanendovi fino al 2003. All'età di sei anni nasce il suo desiderio di diventare attrice: Emma si forma presso la sede di Oxford della Stagecoach Theatre Arts, una scuola di teatro part-time dove studia canto, danza e recitazione. All'età di dieci anni si esibisce in produzioni della Stagecoach e in diverse recite scolastiche, tra cui Arthur: The Young Years e The Happy Prince, ma non ha mai recitato professionalmente prima della serie di Harry Potter. Dopo la Dragon School si trasferisce alla Headington School.
Dopo aver terminato la scuola superiore, Watson si è presa un anno sabbatico per girare Harry Potter e i Doni della Morte – Parti 1 e 2 a partire da febbraio 2009, e in seguito ha confermato che avrebbe scelto l'Università Brown di Rhode Island. Durante l'anno accademico 2011-2012 ha frequentato il Worcester College all'Università di Oxford come parte del Visiting Student Program. Il 25 maggio 2014 si è laureata in Letteratura inglese all'Università Brown. Nel febbraio 2016 è stata nominata ricercatrice ospite presso la Lady Margaret Hall dell'Università di Oxford. Nel 2023 ha iniziato un master in scrittura creativa presso l'Università di Oxford.

## Carriera

### 1999-2009: L'esordio conHarry Pottere la fama mondiale

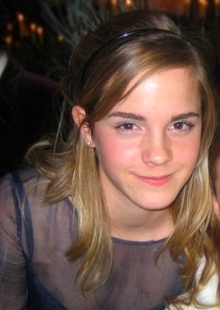
Emma Watson alla prima britannica di Harry Potter e il calice di fuoco (2005)

Nel 1999 cominciano le audizioni per il casting di Harry Potter e la pietra filosofale, l'adattamento cinematografico dell'omonimo romanzo bestseller dell'autrice britannica J. K. Rowling. Gli agenti del casting hanno trovato la Watson attraverso il suo insegnante di teatro a Oxford e i produttori sono rimasti colpiti dalla sua sicurezza. Dopo otto audizioni, il produttore David Heyman ha dichiarato alla Watson e agli altri candidati, Daniel Radcliffe e Rupert Grint, che erano stati scelti rispettivamente per i ruoli dei compagni di scuola Hermione Granger, Harry Potter e Ron Weasley. 
Harry Potter e la pietra filosofale nel 2001 è stata la sua performance di debutto sul grande schermo. Il film ha battuto i record per le vendite del giorno di apertura e gli incassi del weekend di apertura, diventando il film con il maggior incasso del 2001. I critici hanno lodato la performance dell'attrice, tra cui il Daily Telegraph, che ha definito la sua performance "ammirevole". Per la sua interpretazione in La pietra filosofale, ha vinto il Young Artist Award come giovane attrice protagonista.
Un anno dopo, riprende il ruolo di Hermione in Harry Potter e la camera dei segreti, secondo capitolo della serie. I revisori hanno elogiato le prestazioni degli attori principali. Il Los Angeles Times ha dichiarato che la Watson e i suoi colleghi erano maturati tra questo e il precedente film. Grazie a questa performance si aggiudica un Otto Award dalla rivista tedesca Bravo per la sua interpretazione.
Nel 2004 viene distribuito Harry Potter e il prigioniero di Azkaban. Watson ha apprezzato il ruolo più assertivo interpretato da Hermione, definendola "carismatica" e "un ruolo fantastico da interpretare". I critici hanno elogiato la performance dell'attrice, tra cui AO Scott del New York Times, che ha dichiarato: "Fortunatamente la mitezza del signor Radcliffe è compensata dalla pungente impazienza della signora Watson. Harry può mostrare le sue abilità magiche in espansione ma Hermione si guadagna l'applauso più forte con un pugno decisamente poco magico per il naso meritevole di Draco Malfoy".
Nel 2005 viene distribuito il quarto capitolo della saga, Harry Potter e il calice di fuoco. I critici hanno elogiato la crescente maturità della Watson e dei suoi co-protagonisti adolescenti; il New York Times ha definito la sua performance "commovente e seria", mentre Peter Bradshaw del Guardian ha scritto che "la performance coraggiosa e sicura della Watson mostra bene che dentro e fuori dal mondo della magia c'è una crescente discrepanza tra lo stato di un'adolescente e il suo sviluppo emotivo e intellettuale accelerato". Per l'attrice, gran parte dell'umorismo del film è scaturito dalla tensione fra i tre personaggi principali mano a mano che maturavano.
Nel 2006 ha interpretato Hermione in The Queen's Handbag, un mini-episodio speciale di Harry Potter per celebrare l'80º compleanno della Regina Elisabetta II. L'anno seguente viene distribuito il quinto film della serie, Harry Potter e l'Ordine della Fenice. Prima dell'uscita della pellicola, il futuro della serie di Harry Potter era stato in pericolo, dato che tutti e tre gli attori principali erano riluttanti a firmare per continuare a recitare per i restanti film della saga. La Watson era considerevolmente più ambivalente dei suoi co-protagonisti durante le rinegoziazioni. Ha in seguito spiegato che la decisione era significativa, perché i film rappresentavano un ulteriore impegno di quattro anni per il ruolo, ma alla fine ha ammesso che "non avrebbe mai potuto abbandonare Hermione", firmando per il ruolo il 23 marzo 2007. Mentre la fama dell'attrice e della serie continuava a crescere, Watson, insieme ai suoi co-protagonisti Daniel Radcliffe e Rupert Grint, ha lasciato le impronte delle mani, piedi e bacchette davanti al Grauman's Chinese Theatre di Hollywood il 9 luglio 2007.

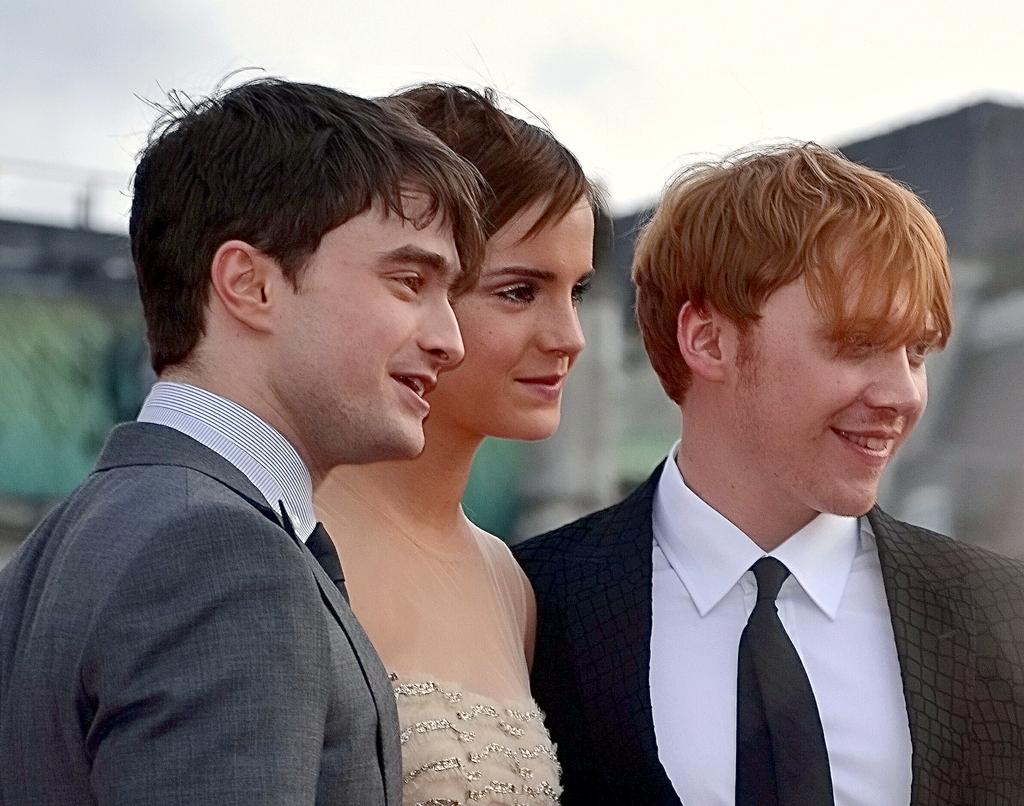
Emma Watson con Daniel Radcliffe e Rupert Grint a Londra per la prima di Harry Potter e i Doni della Morte - Parte 2 (2011)

Lo stesso anno arriva il primo ruolo al di fuori della saga di Harry Potter, nel film Ballet Shoes. La regista del film, Sandra Goldbacher, ha commentato che la Watson era "perfetta" per il ruolo da protagonista: "Ha un'aura penetrante e delicata che ti fa venire voglia di guardarla e fissarla". L'anno successivo ha doppiato il personaggio della Principessa Pea nel film d'animazione Le avventure del topino Despereaux.
Nel 2009 viene distribuito il sesto capitolo della saga, Harry Potter e il principe mezzosangue. Con gli attori principali ormai in tarda adolescenza, i critici erano sempre più disposti a recensirli allo stesso livello del resto del cast stellare del franchise, che il Los Angeles Times ha descritto come "una guida completa alla recitazione contemporanea nel Regno Unito". Il Washington Post ha ritenuto che Emma Watson avesse dato "la sua interpretazione più affascinante fino ad oggi", mentre il Daily Telegraph ha descritto gli attori principali come "appena liberati ed energizzati, desiderosi di dare tutto ciò che hanno per ciò che resta della serie".
Le riprese di Emma Watson per l'ultimo capitolo della saga, Harry Potter e i Doni della Morte, sono iniziate il 18 febbraio 2009 e si sono concluse il 12 giugno 2010. Per motivi finanziari e di sceneggiatura, il libro originale è stato diviso in due film, che sono stati girati consecutivamente. Harry Potter e i Doni della Morte - Parte 1 è uscito nel novembre 2010 mentre il secondo film, Harry Potter e i Doni della Morte - Parte 2, è uscito nel luglio 2011. Quest'ultimo è diventato un successo commerciale e di critica, consacrandosi come il maggior incasso del franchise, incassando più di 1,3 miliardi di dollari in tutto il mondo e rivelandosi il film di maggior successo commerciale della Watson fino a oggi.

### 2010-presente: I film indipendenti

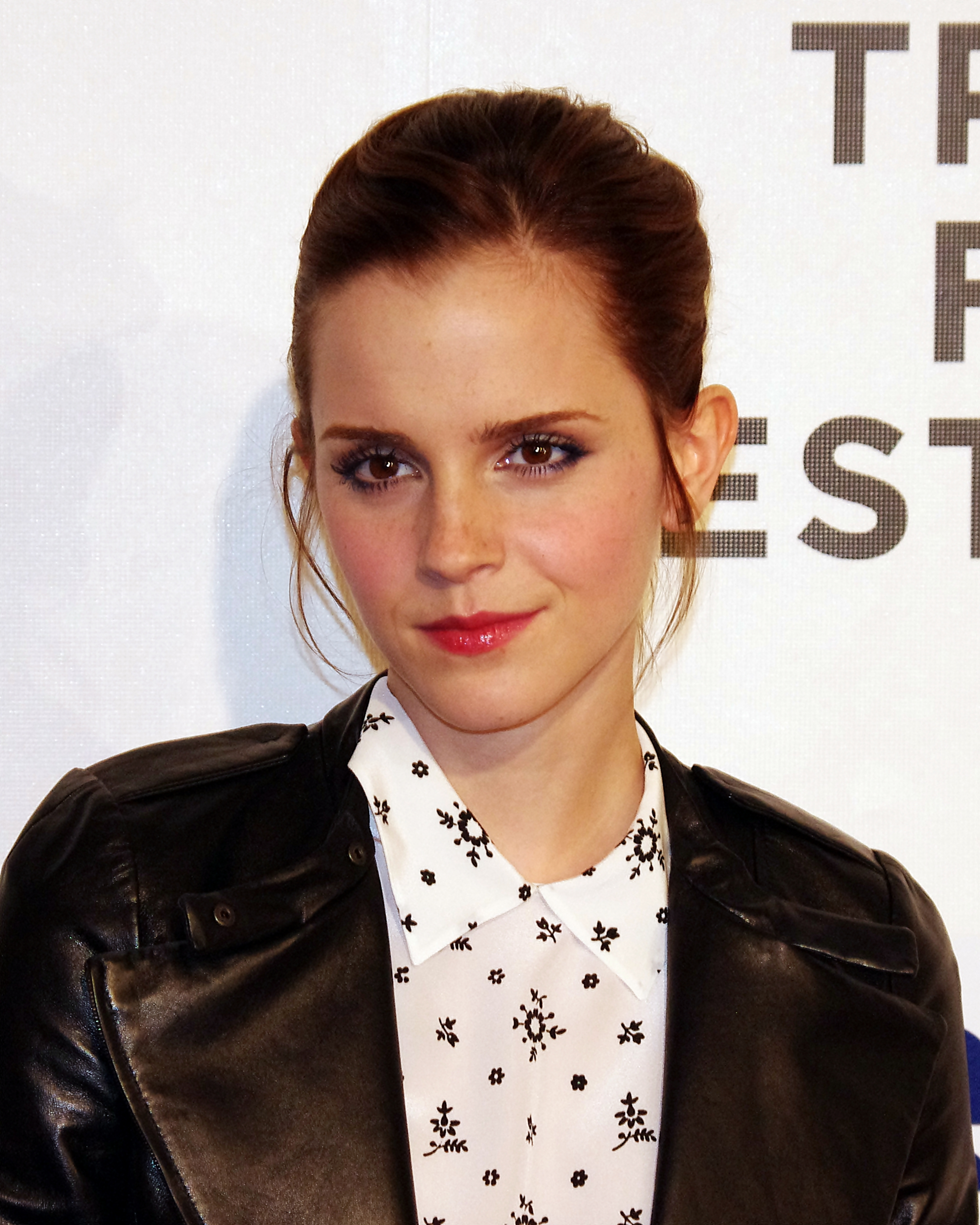
Emma Watson al Tribeca Festival 2012

Nel 2010 appare nel video musicale "Say You Don't Want It" dei One Night Only. L'anno seguente recita in Marilyn, nei panni di Lucy, un'assistente al guardaroba che esce brevemente con il protagonista Colin Clark, interpretato da Eddie Redmayne.
Nel 2012 è protagonista assieme a Logan Lerman di Noi siamo infinito, pellicola basata sul romanzo Ragazzo da parete. Nel film interpreta Sam, una liceale che fa amicizia con un compagno di studi chiamato Charlie e lo aiuta durante il suo primo anno scolastico. La pellicola ha ricevuto recensioni favorevoli; David Sexton dell'Evening Standard ha ritenuto che la performance della Watson fosse "plausibile e commovente", mentre Ian Buckwalter di The Atlantic ha affermato che la Watson "perde il ricordo di un decennio in cui ha interpretato Hermione nella serie di Harry Potter con un voltafaccia come civettuola insicura ma dallo spirito libero".
Nel 2013 è tra i protagonisti di Bling Ring, pellicola diretta da Sofia Coppola. Il film è basato sulle rapine reali della banda Bling Ring, con la Watson che interpreta una versione romanzata di Alexis Neiers, un personaggio televisivo che era uno dei sette adolescenti coinvolti nelle rapine. Sebbene il film abbia ricevuto per lo più recensioni contrastanti, i critici hanno elogiato quasi all'unanimità la performance della Watson. Adam White di The Independent ha dichiarato che "Si è dimostrata straordinaria. La sua appiccicosa frittura vocale americana è tagliata e monotona, come se avesse ingoiato una Kardashian a colazione". Lo stesso anno ha un piccolo ruolo nella commedia apocalittica Facciamola finita, in cui interpreta una "versione esagerata di se stessa".
Nel 2014 interpreta Ila in Noah di Darren Aronofsky. La Watson ha definito il ruolo "fisicamente molto impegnativo" dato l'uso di effetti speciali e ha svolto ricerche approfondite sul parto per ritrarre efficacemente una scena nel film. La pellicola si è rivelata un successo al botteghino ma, ha ricevuto recensioni contrastanti per la regia e il casting; Vanity Fair ha scritto che "Watson è l'ancora delle scene emotive più crude del film". Lo stesso anno le viene conferito un Britannia Awards, come artista britannico dell'anno e dedica il premio a Millie, il suo criceto domestico deceduto mentre stava girando Harry Potter e la pietra filosofale.

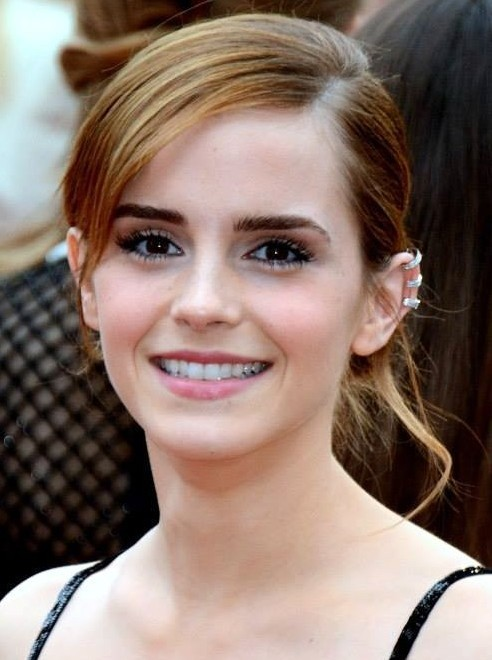
Emma Watson al Festival di Cannes 2013

Nel 2015 recita nel thriller Colonia al fianco di Daniel Bruhl, e nel poliziesco Regression al fianco di Ethan Hawke. È apparsa anche in un episodio di The Vicar of Dibley della BBC, in cui interpretava il reverendo Iris. Nel febbraio 2016 ha annunciato che si sarebbe presa una pausa di un anno dalla recitazione. Aveva in programma di dedicare del tempo al suo "sviluppo personale" e al suo lavoro per i diritti delle donne.
Nel 2017 ha recitato nel ruolo di Belle in La bella e la bestia, remake in live action del classico Disney. Il film ha incassato oltre 1,2 miliardi di dollari al botteghino mondiale ed è emerso come il secondo film con il maggior incasso del 2017 e il 17° film con il maggior incasso di tutti i tempi. La Watson ha in seguito dichiarato: "Quando ho terminato le riprese, mi sembrava di aver fatto quel passaggio per diventare una donna sullo schermo". Lo stesso anno, ha recitato al fianco di Tom Hanks in The Circle nei panni di Mae Holland. Il film ha ricevuto recensioni negative ma è stato un discreto successo al botteghino.
Nel 2019 ha recitato nel ruolo di Meg March in Piccole donne, adattamento cinematografico dell'omonimo romanzo di Louisa May Alcott, diretta da Greta Gerwig. Nel film è affiancata da un cast corale composto da Saoirse Ronan, Florence Pugh, Laura Dern, Timothée Chalamet e Meryl Streep. Il film è stato distribuito con il plauso della critica e ha incassato oltre 218 milioni di dollari contro il suo budget di 40 milioni di dollari.
Nel 2020 è entrata nel Consiglio di Amministrazione di Kering, affermando: "Essendo stata così esposta nel mio ruolo di attrice e così presente sui social nel mio attivismo, sono curiosa di intraprendere un ruolo in cui lavoro per dare voce a più persone, per continuare a imparare da chi ha esperienze diverse", aggiungendo che nel suo lavoro ci saranno "meno tappeti rossi e più riunioni". Nel 2021 sono circolati diversi articoli in cui si affermava che l'attrice avesse preso in considerazione l'idea di ritirarsi dalle scene. La Watson e i suoi agenti hanno definito questi articoli come clickbait.
Nel 2022 si riunisce con altri membri del cast della serie di film di Harry Potter per uno speciale HBO Max intitolato Harry Potter 20º anniversario - Ritorno a Hogwarts.

## Vita privata
Emma Watson divide il proprio tempo tra Londra e New York. Nel 2019, ha definito il proprio stato civile di single con l'espressione "self partnered" (traducibile in italiano con "in coppia con se stessa").
Durante la promozione del film Noah, ha descritto la propria fede come "spiritualismo universalista".

## Impegno sociale e politico

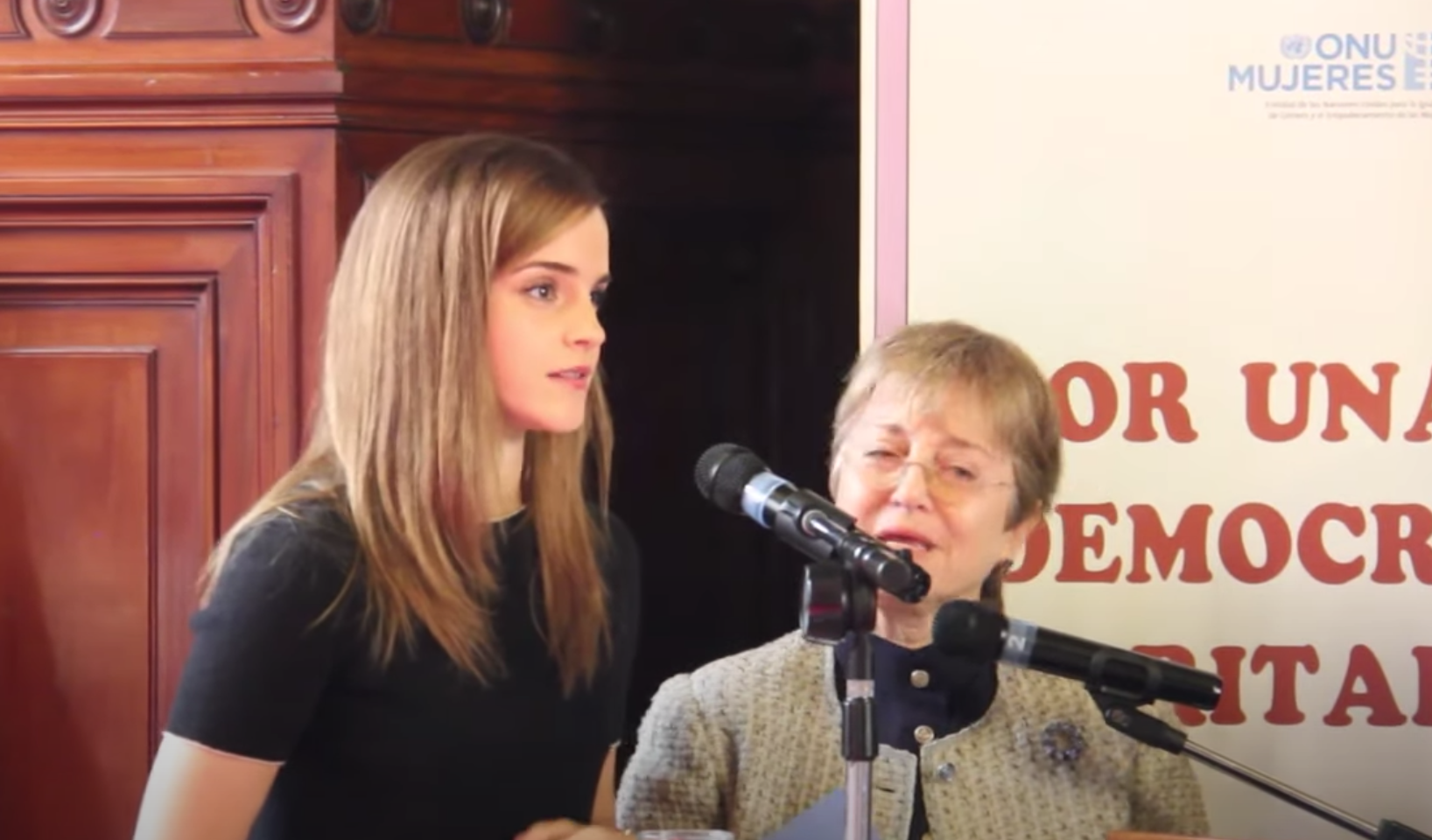
Emma Watson ha tenuto un discorso al Palazzo Legislativo dell'Uruguay come ambasciatrice delle Nazioni Unite nel 2014

Il 7 luglio 2014 viene nominata Goodwill Ambassador, ambasciatrice di buona volontà, dall'UN Women, l'organizzazione delle Nazioni Unite che si occupa della parità di genere e il pari ruolo delle donne nel mondo. Phumzile Mlambo-Ngcuka, direttrice esecutiva e sottosegretaria generale dell'agenzia, ha dichiarato come "l'intelligenza e la passione" dell'attrice consentiranno di far giungere ai suoi coetanei il messaggio di uguaglianza di UN Women. In questo ruolo istituzionale pronuncia presso l'ONU il discorso per il lancio della campagna #HeforShe evidenziando il ruolo degli uomini nella promozione della parità di genere e dichiarandosi femminista. Il discorso riceve un'ovazione.
Nel 2015 Malala Yousafzai, durante un'intervista con la stessa Watson, ha affermato di essere diventata femminista grazie al suo discorso pronunciato nel 2014. Tra le varie iniziative per la campagna, Emma Watson ha lanciato "Our Shared Shelf", un book club virtuale e femminista, sulla piattaforma Goodreads. Ha inoltre preso parte alla cerimonia di apertura del summit di One Young World a Ottawa incontrando il premier canadese Justin Trudeau. Nell'ottobre 2016 ha visitato il Malawi in missione per l'UN Women a testimoniare i progressi svolti per eliminare il matrimonio forzato delle bambine. Negli anni precedenti ha visitato anche il Bangladesh e lo Zambia per promuovere l'educazione femminile.
Nel febbraio 2018 dona un milione di sterline a una nuova fondazione britannica per le donne vittime di abusi e molestie sul lavoro. Marai Larasi, un'attivista contro la violenza sulle donne, è stata sua ospite ai Golden Globe 2018.

## Filmografia

### Cinema
- Harry Potter e la pietra filosofale (Harry Potter and the Philosopher's Stone), regia di Chris Columbus (2001)
- Harry Potter e la camera dei segreti (Harry Potter and the Chamber of Secrets), regia di Chris Columbus (2002)
- Harry Potter e il prigioniero di Azkaban (Harry Potter and the Prisoner of Azkaban), regia di Alfonso Cuarón (2004)
- Harry Potter e il calice di fuoco (Harry Potter and the Goblet of Fire), regia di Mike Newell (2005)
- Harry Potter e l'Ordine della Fenice (Harry Potter and the Order of the Phoenix), regia di David Yates (2007)
- Harry Potter e il principe mezzosangue (Harry Potter and the Half-Blood Prince), regia di David Yates (2009)
- Harry Potter e i Doni della Morte - Parte 1 (Harry Potter and the Deathly Hallows Part I), regia di David Yates (2010)
- Harry Potter e i Doni della Morte - Parte 2 (Harry Potter and the Deathly Hallows Part II), regia di David Yates (2011)
- Marilyn (My Week with Marilyn), regia di Simon Curtis (2011)
- Noi siamo infinito (The Perks of Being a Wallflower), regia di Stephen Chbosky (2012)
- Bling Ring (The Bling Ring) regia di Sofia Coppola (2013)
- Facciamola finita (This Is the End), regia di Evan Goldberg e Seth Rogen (2013)
- Noah, regia di Darren Aronofsky (2014)
- Regression, regia di Alejandro Amenábar (2015)
- Colonia, regia di Florian Gallenberger (2015)
- La bella e la bestia (Beauty and the Beast), regia di Bill Condon (2017)
- The Circle, regia di James Ponsoldt (2017)
- Piccole donne (Little Women), regia di Greta Gerwig (2019)

### Televisione
- Ballet Shoes, regia di Sandra Goldbacher – film TV (2007)
- The Vicar of Dibley – serie TV, 1 episodio (2015)
- Harry Potter 20º anniversario - Ritorno a Hogwarts (Harry Potter 20th Anniversary: Return to Hogwarts), regia di Eran Creevy, Joe Pearlman e Giorgio Testi – speciale TV (2022)

#### Spot pubblicitari
- Prada Paradoxe, regia di Emma Watson (2022)

### Doppiatrice
- Le avventure del topino Despereaux, regia di Sam Fell e Robert Stevenhagen (2008)

## Riconoscimenti
- American Comedy Awards

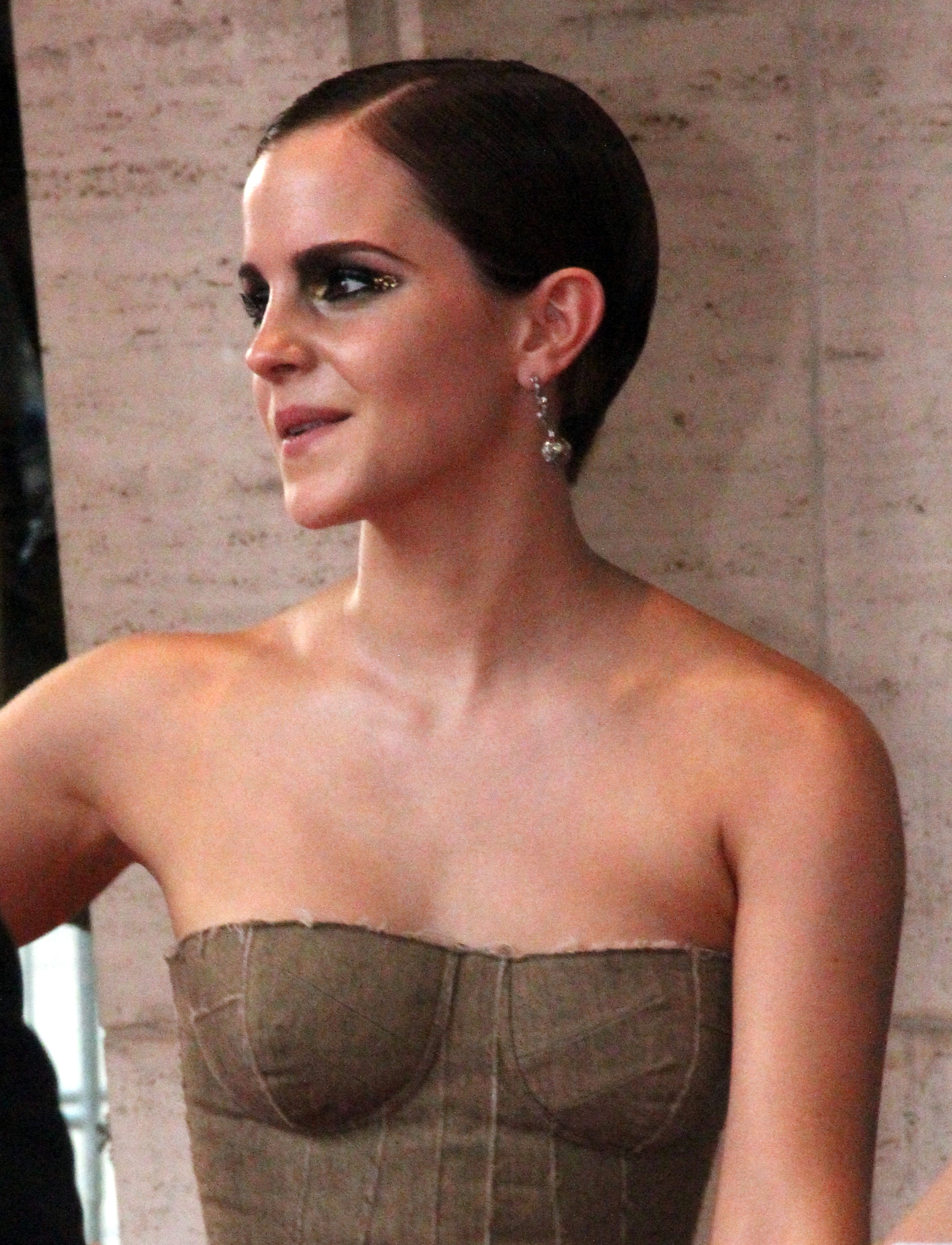
Emma Watson a New York per la prima di Harry Potter e i Doni della Morte - Parte 2 (2011)

  - 2014: Candidatura come miglior attrice non protagonista per Facciamola finita
- Bravo Otto Award
  - 2002: Candidatura come miglior attrice protagonista per Harry Potter e la pietra filosofale
  - 2003: Miglior attrice protagonista per Harry Potter e la camera dei segreti[20]
  - 2005: Candidatura come miglior attrice per Harry Potter e il prigioniero di Azkaban
  - 2006: Miglior attrice per Harry Potter e il calice di fuoco
  - 2007: Miglior attrice per Harry Potter e l'Ordine della Fenice
  - 2009: Miglior attrice per Harry Potter e il principe mezzosangue
  - 2011: Candidatura come miglior attrice per Harry Potter e i Doni della Morte - Parte 1
  - 2012: Candidatura come miglior attrice per Harry Potter e i Doni della Morte - Parte 2
- British Fashion Awards
  - 2014: Best British Style
- Boston Society of Film Critics
  - 2012: Candidatura come miglior attrice non protagonista per Noi siamo infinito
  - 2019: Miglior cast per Piccole donne
- Boston Online Film Critics Association
  - 2019: Candidatura come miglior cast per Piccole donne
- Capri Art film festival Awards
  - 2011: Miglior cast per Marilyn
- Central Ohio Film Critics Association Awards
  - 2019: Candidatura come miglior cast per Piccole donne
- Critics' Choice Awards
  - 2005: Candidatura come miglior giovane attrice per Harry Potter e il prigioniero di Azkaban
  - 2006: Candidatura come miglior giovane attrice per Harry Potter e il calice di fuoco
  - 2020: Candidatura come miglior cast corale per Piccole donne
- Constellation Award
  - 2007: Miglior attrice per Harry Potter e l'Ordine della Fenice
- Empire Awards
  - 2002: Candidatura come miglior debutto per Harry Potter e la pietra filosofale
  - 2006: Premio Speciale al miglior contributo al cinema britannico per Harry Potter e il calice di fuoco
  - 2008: Candidatura come miglior attrice per Harry Potter e l'Ordine della Fenice
  - 2011: Candidatura come miglior attrice per Harry Potter e i Doni della Morte – Parte 1
  - 2018: Candidatura come miglior attrice per La bella e la bestia
- Florida Film Critics Circle
  - 2019: Candidatura come miglior cast per Piccole donne
- Glamour Award
  - 2008: Candidatura come miglior attrice britannica della televisione per Ballet Shoes
- Georgia Film Critics Association
  - 2020: Candidatura come miglior cast per Piccole donne
- Jupiter Award
  - 2014: Candidatura come miglior attrice per Bling Ring
  - 2016: Candidatura come miglior attrice internazionale per Colonia
- MTV Movie Awards
  - 2006: Candidatura come miglior performance di gruppo per Harry Potter e il calice di fuoco
  - 2010: Candidatura come miglior attore per Harry Potter e il principe mezzosangue
  - 2011: Candidatura come miglior bacio (con Daniel Radcliffe) per Harry Potter e i Doni della Morte – Parte 1
  - 2011: Candidatura come miglior combattimento (con Daniel Radcliffe e Rupert Grint) per Harry Potter e i Doni della Morte – Parte 1
  - 2011: Candidatura come miglior attrice per Harry Potter e i Doni della Morte – Parte 1
  - 2012: Miglior cast per Harry Potter e i Doni della Morte – Parte 2
  - 2012: Candidatura come miglior attrice per Harry Potter e i Doni della Morte – Parte 2
  - 2012: Candidatura come miglior bacio (con Rupert Grint) per Harry Potter e i Doni della Morte – Parte 2
  - 2013: Traiblazer Award
  - 2013: Candidatura come miglior attrice per Noi siamo infinito
  - 2013: Candidatura come miglior bacio (con Logan Lerman) per Noi siamo infinito
  - 2013: Candidatura come miglior momento musicale (con Logan Lerman e Ezra Miller) per Noi siamo infinito
  - 2017: Miglior performance in un film per La bella e la bestia
  - 2017: Candidatura come miglior bacio per La bella e la bestia
- National Movie Awards
  - 2007: Miglior attrice per Harry Potter e l'Ordine della Fenice
  - 2010: Candidatura come miglior attrice per Harry Potter e il principe mezzosangue
  - 2011: Candidatura come miglior attrice per Harry Potter e i Doni della Morte – Parte 1
- Nickelodeon Kids' Choice Awards
  - 2007: Miglior attrice per Harry Potter e l'Ordine della Fenice
  - 2011: Candidatura come miglior attrice per Harry Potter e i Doni della Morte – Parte 1
  - 2012: Candidatura come miglior attrice per Harry Potter e i Doni della Morte – Parte 2
  - 2013: Miglior attrice inglese
- North Carolina Film Critics Association
  - 2013: Candidatura come miglior attrice non protagonista per Noi siamo infinito
- People's Choice Awards
  - 2010: Candidatura come miglior cast per Harry Potter e il principe mezzosangue
  - 2011: Candidatura come miglior attrice under 25 per Harry Potter e i Doni della Morte – Parte 1
  - 2012: Miglior attrice under 25 per Harry Potter e i Doni della Morte – Parte 2
  - 2012: Candidatura come miglior cast per Harry Potter e i Doni della Morte – Parte 2
  - 2013: Miglior attrice in un film drammatico per Noi siamo infinito
  - 2014: Candidatura come miglior attrice in una commedia per Bling Ring
- Phoenix Film Critics Society Awards
  - 2002: Candidatura come miglior giovane attrice per Harry Potter e la pietra filosofale
  - 2003: Miglior giovane attrice per Harry Potter e la camera dei segreti
  - 2003: Candidatura come miglior cast per Harry Potter e la camera dei segreti
  - 2012: Candidatura come miglior attrice non protagonista per Noi siamo infinito
- Razzie Awards
  - 2018: Candidatura come peggior attrice per The Circle
- San Diego Film Critics Society Awards
  - 2011: Miglior cast per Harry Potter e i Doni della Morte – Parte 2
  - 2013: Miglior attrice per Noi siamo infinito
  - 2013: Miglior cast per Noi siamo infinito
- Saturn Award
  - 2002: Candidatura come miglior giovane attrice per Harry Potter e la pietra filosofale
  - 2012: Candidatura come miglior attrice non protagonista per Harry Potter e i Doni della Morte – Parte 2
  - 2017: Candidatura come miglior attrice per La bella e la bestia
- Seattle Film Critics Awards
  - 2019: Candidatura come miglior cast per Piccole donne
- Scream Awards
  - 2009: Candidatura come miglior attrice fantasy per Harry Potter e il principe mezzosangue
  - 2011: Candidatura come miglior attrice fantasy per Harry Potter e i Doni della Morte – Parte 2
- St. Louis Film Critics Association
  - 2012: Candidatura come miglior attrice non protagonista per Noi siamo infinito
- Teen Choice Awards
  - 2010: Candidatura come miglior attrice fantasy per Harry Potter e il principe mezzosangue
  - 2011: Miglior attrice fantasy per Harry Potter e i Doni della Morte – Parte 1
  - 2011: Miglior bacio (con Daniel Radcliffe) per Harry Potter e i Doni della Morte – Parte 1
  - 2011: Star Movie Summer per Harry Potter e i Doni della Morte – Parte 2
  - 2013: Miglior attrice per Noi siamo infinito
  - 2013: Candidatura come miglior bacio (con Logan Lerman) per Noi siamo infinito
  - 2013: Candidatura come Choice Style Icon per Noi siamo infinito
  - 2014: Candidatura come miglior attrice drammatica per Noah
  - 2017: Miglior bacio (con Dan Stevens) per La bella e la bestia
  - 2017: Miglior ship (con Dan Stevens) per La bella e la bestia
  - 2017: Miglior attrice fantasy per La bella e la bestia
  - 2017: Miglior attrice drammatica per The Circle
- Total Film Magazine Award
  - 2004: Miglior giovane attrice per Harry Potter e il prigioniero di Azkaban
- Washington D.C. Area Film Critics Association
  - 2011: Candidatura come miglior cast per Harry Potter e i Doni della Morte – Parte 2
  - 2019: Candidatura come miglior cast per Piccole donne
- Women Film Critics Circle
  - 2014: Candidatura come best female action hero per Colonia
- Young Artist Awards
  - 2002: Miglior attrice protagonista per Harry Potter e la pietra filosofale
  - 2002: Candidatura come miglior cast (insieme a Daniel Radcliffe e Rupert Grint) per Harry Potter e la pietra filosofale
- Young Talent of the Year
  - 2004: Candidatura come celebrità ITV per Harry Potter e il prigioniero di Azkaban

## Doppiatrici italiane
Nelle versioni in italiano di tutti i suoi film, Emma Watson è stata doppiata da Letizia Ciampa (che la sostituisce anche ne Le avventure del topino Despereaux), tranne nelle parti cantate de La bella e la bestia le quali sono invece eseguite da Ilaria De Rosa.